# Compaq
Compaq (uma  palavra-valise de Compatibility And Quality; ocasionalmente referida como CQ até o seu último logo) é uma empresa fundada em 1982 que desenvolveu, vendeu e suportou produtos e serviços relacionados a computadores. A Compaq produziu alguns dos primeiros computadores IBM PC compatíveis, sendo a primeira empresa que legalmente aplicou engenharia reversa no IBM Personal Computer. Ela passou a se tornar o maior fornecedor de sistemas de PC durante a década de 1990 antes de ser ultrapassada pela HP em 2001. Lutando para manter-se nas guerras de preços contra a Dell, bem como a arriscada aquisição da DEC, a Compaq foi adquirida por 25 bilhões de dólares pela HP em 2002. A marca Compaq foi mantida em uso pela HP para sistemas low-end até 2013, quando foi descontinuada. Em 2014, a empresa GlobalK fecha um acordo com a HP para vender computadores usando a marca. Em 2015, laptops da Compaq já saíram no varejo brasileiro. Todos os modelos são produzidos na unidade da Flextronics em Sorocaba, interior de São Paulo, com base em critérios da HP. Desse retorno, dá para destacar o Presario CQ-23, de 2015, cheio de conteúdo educacional embutido, e o Presario CQ-18, que foi o mais fino do Brasil quando lançado, em agosto de 2017.
A empresa foi formada por Rod Canion, Jim Harris e Bill Murto — ex-gerentes sênior da Texas Instruments. Murto (vice-presidente sênior de vendas) deixou a Compaq em 1987, enquanto Canion (presidente e CEO) e Harris (vice-presidente sênior de engenharia) partiram em 1991, quando Eckhard Pfeiffer foi nomeado presidente e CEO. Pfeiffer permaneceu no cargo durante a década de 1990. Ben Rosen forneceu o financiamento de capital de risco para a empresa recém-nascida e serviu como presidente do conselho de administração por 18 anos, de 1983 até 28 de setembro de 2000, quando ele se aposentou e foi sucedido por Michael Capellas, que serviu como o último presidente e CEO até sua fusão com a HP.
Antes de sua aquisição, a empresa era sediada em uma instalação no noroeste da área não incorporada do Condado de Harris, Texas, que atualmente é mantida como a maior planta da HP nos Estados Unidos.

## História

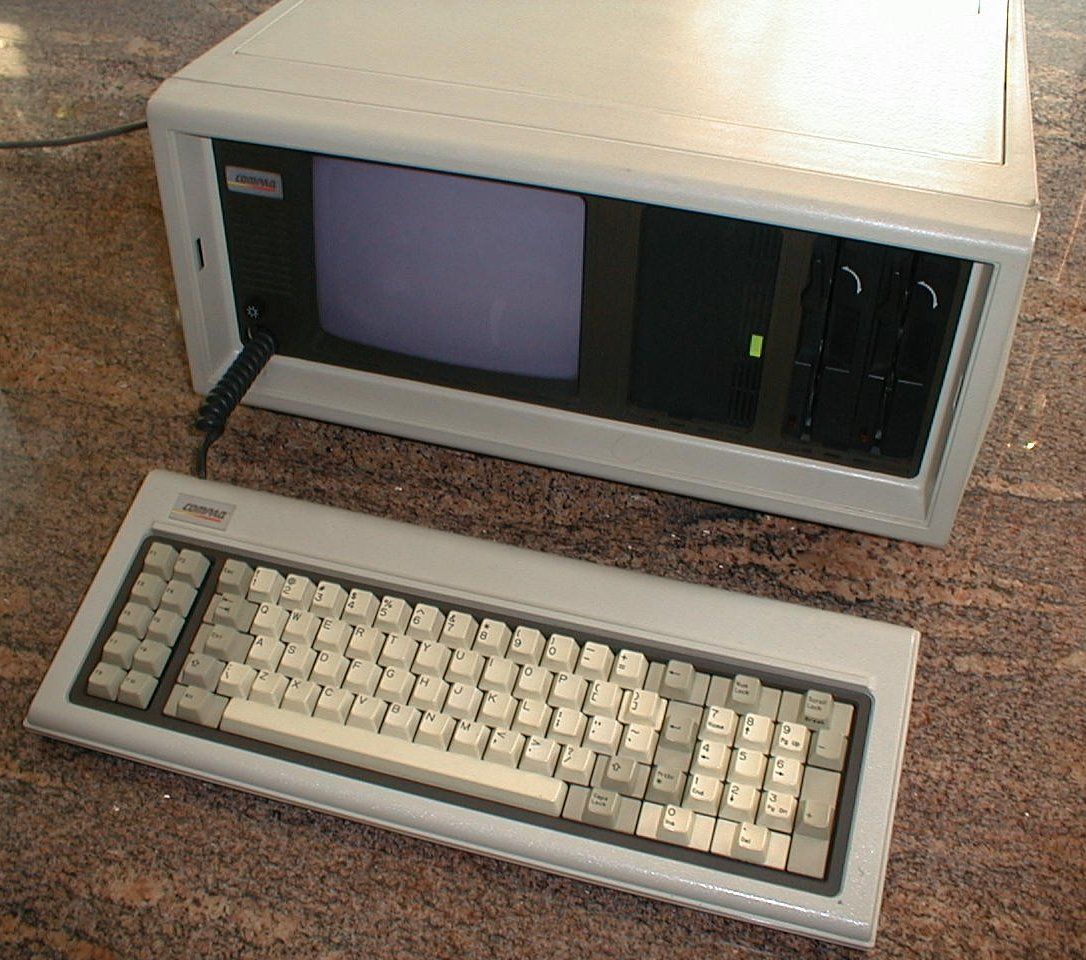
O Compaq Portable de 1983.

Em fevereiro de 1982, três ex-funcionários da Texas Instruments criaram a Compaq Computer Corporation com o objetivo de criar um computador portátil compatível com o PC. Cada um dos três investiu 1.000 dollares na Compaq e Ben Rosen e a Sevin Rosen Funds investiram mais dinheiro. Em novembro de 1982 a Compaq lança o seu primeiro produto um computador portatil compativel com a plataforma da IBM. Como quase todas as partes do microcomputador podiam ser compradas em qualquer loja especializada, o principal desafio era copiar o chip da BIOS do IBM-PC sem violar a lei de patentes. Foi usada uma técnica conhecida como engenharia reversa e com isso a empresa contribui para criação de um mercado de PCs Clones (que eram bem mais barato que o da IBM, e venderiam mais) e ajudou a Intel e a Microsoft a crescerem exponencialmente já que eram os fornecedores do Processador e Sistema Operacional respectivamente para os PCs.

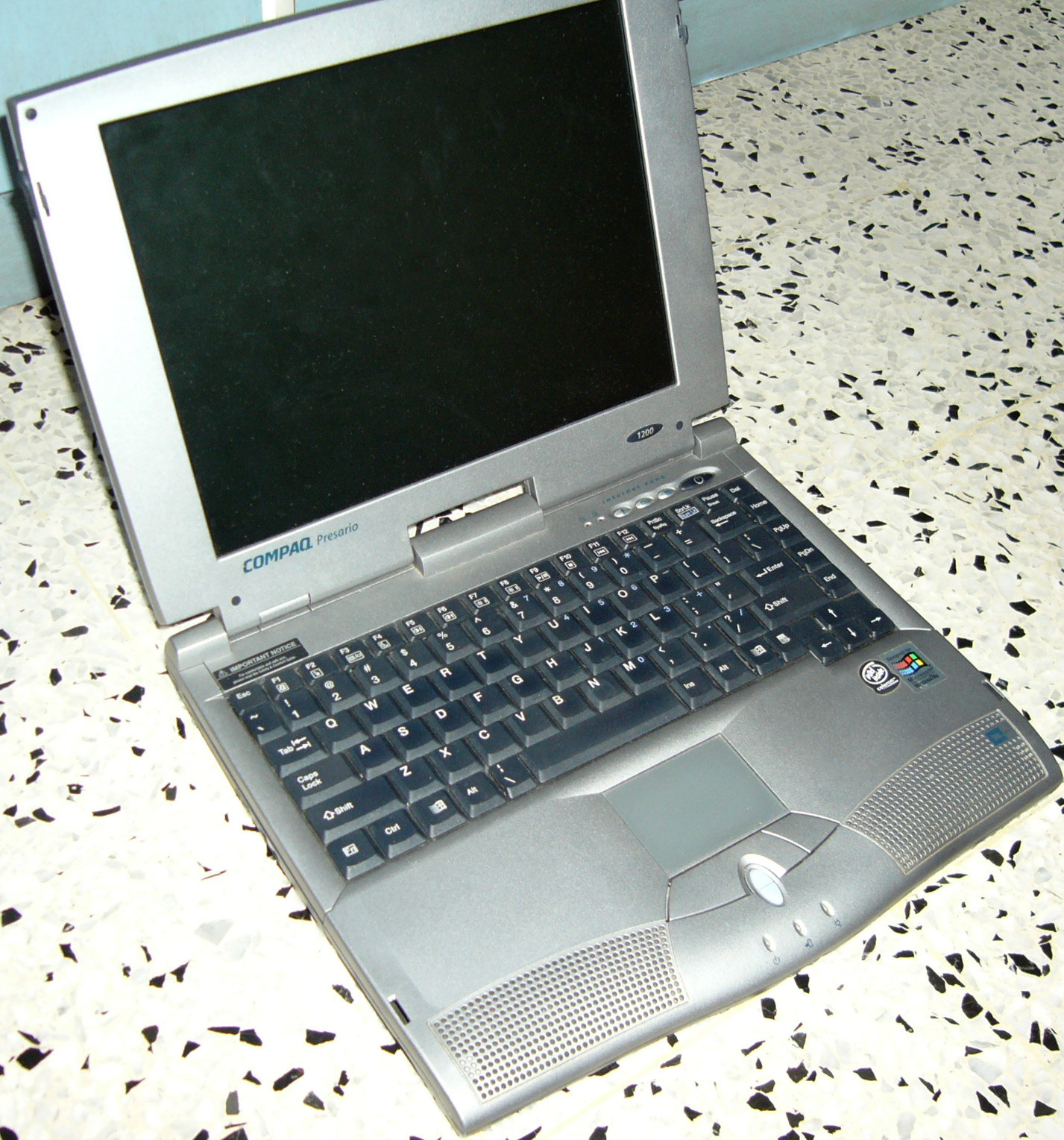
Laptop da linha Compaq Presario.

Em 1997 a Compaq adquiriu a Tandem. Em 1998 a Compaq adquiriu a Digital Equipment Corporation (DEC). Em 2002 ocorreu uma fusão entre a Compaq Computer Corporation (CPQ) e a Hewlett-Packard (HWP) e formaram a HPQ.
 Em 1999, novamente o conselho age e Pfeiffer sai do cargo de CEO. O substituto foi Michael Capellas, que era um conciliador que ajudou a acalmar os ânimos internamente e até fez as pazes da Compaq com a Microsoft, o que ajudou muito os dois lados no lançamento do Windows 2000 para servidores e mercado corporativo.

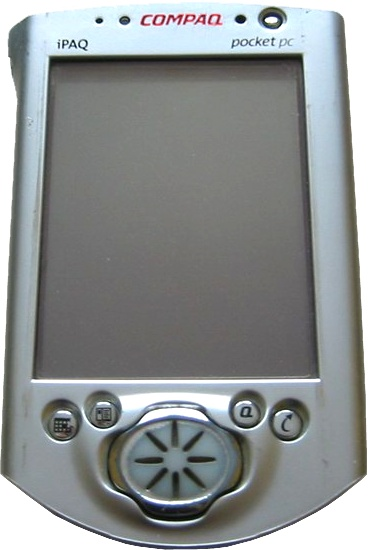
O iPAQ da Compaq.

Nesse ano de 2000 nasceu ainda a família iPAQ de PDAs, ou assistentes pessoais digitais,sendo estes ligados ao desenvolvimento posterior do Windows Phone. Esses Pcs de bolso vieram de um projeto antigo da DEC e também da linha Companion, apresentada em 1998.
No final dos anos 90 e início dos anos 2000, os PCs da Compaq eram muito cobiçados. Muita gente comprava PCs já montados em lojas porque desktops de marca eram caros e de difícil manutenção. Mas a Compaq conseguiu um espaço por aqui, e em 95 era líder em vários mercados da América Latina e terceira no Brasil, só atrás de IBM e Itautec.Nesse ano, foi inaugurada a primeira fábrica da Compaq por aqui, no município paulista de Jaguariúna, para baratear componentes e o preço final dos aparelhos. O primeiro computador de muitos brasileiros foi um Presario.
A Compaq só não morreu de vez aqui porque a HP licenciou a marca para parceiras interessadas. É neste ponto que chegamos ao retorno da Compaq ao Brasil: em 2014, a empresa GlobalK fecha um acordo com a HP para vender computadores usando a marca. Em 2015, laptops da Compaq já saíram no varejo brasileiro.Todos os modelos são produzidos na unidade da Flextronics em Sorocaba, interior de São Paulo, com base em critérios da HP.